# Фридман, Герберт (орнитолог)
Герберт Фридман (1900—1987) — американский орнитолог. Более 30 лет проработал в Смитсоновском институте. С 1929 года член Американского Орнитологического Союза, в 1937—1939 был его президентом. Опубликовал 17 книг. Был известен как специалист по гнездовому паразитизму.

## Биография
Родился в Нью-Йорке, в Бруклине. Регулярно посещал городские музеи, старшеклассником вступил в клуб любителей птиц. Его первая статья, опубликованная в Zoologica 2(16):355-72, была основана на наблюдениях, сделанных в Зоопарке Бронкса. Эта работа произвела впечатление на Уильяма Биба. Он подтолкнул молодого ученого в направлении получения научной степени. Через несколько лет Фридман стал PhD. Его диссертация была посвящена гнездовому паразитизму у коровьих трупиалов.
Герберт Фридман преподавал в американских университетах, а также проводил полевые исследования гнездового паразитизма в Африке и Южной Америке.
С сентября 1929 года — куратор птиц в Национальном музее естественной истории (Вашингтон). С 1959 года — куратор зоологии.

## Награды
- Медаль Даниэля Жиро Эллиота (1955, за книгу The Honey Guides.[5])
- Leidy Award (в том же году[6])
- Мемориальная награда Уильяма Брюстера (за исследования птиц Западного Полушария[7])